# Emden (1908)
Емден — німецький легкий крейсер часів Першої світової війни. Відомий успішними рейдерськими діями в Індійському океані восени 1914 р., зухвалим нападом на воєнно-морську базу супротивника на острові Пенанг та лицарським ставленням капітана і команди до полонених.

## Побудова
Легкий крейсер «Емден» був закладений 1 листопада 1906 на верфі Військово-морських Сил у Данцигу. Корабель будувався за Програмою 1905–1906 років посилення кайзерівського флоту, яка тільки набирала силу.
26 травня 1908 «Емден» був спущений зі стапеля. Як «хресний», що дав кораблю ім'я та розбив пляшку рейнського вина об його форштевень, виступив бургомістр міста Емден.
До літа 1909 «Емден» був добудований. Це був типовий для тогочасного німецького кораблебудування легкий крейсер водотоннажністю 4 268 тонн, завдовжки 118,3 метра, озброєний десятьма 105-мм і вісьмома 52-мм гарматами, а також двома торпедними апаратами. Дві трициліндровиі парові машини потрійного розширення, забезпечувала новому крейсеру швидкість 23,5 вузла.
10 липня 1909 на «Емдені» було піднято військово-морський прапор, і корабель вийшов на випробування під командуванням свого першого командира капітана II рангу Енгельса.

## Довоєнна служба

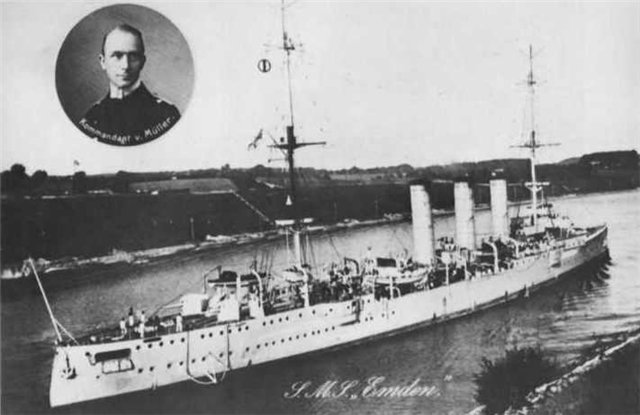
Крейсер «Емден» і його капітан Карл фон Мюллер на німецькій листівці часів Першої світової війни

Незабаром після вступу у строй на «Емден» була переведена частина екіпажу старого крейсера «Аркона» і він був посланий в Ціндао, щоб замінити у складі крейсерської ескадри легкий крейсер «Ніобе». По дорозі на Далекий Схід корабель повинен був зайти в порт Буенос-Айреса, щоб взяти участь у святкуваннях з нагоди річниці заснування Аргентинської Республіки. Вранці 12 квітня 1910 року «Емден» під командуванням корветтен-капітана Вольдемара Фоллертуна, рушив на своє перше серйозне завдання.
18 травня «Емден» разом з крейсером «Бремен» прибув до Буенос-Айреса. Після закінчення свят він рушив далі, пройшов Магелланову протоку і 11 червня прибув у Вальпараїсо. Заправившись вугіллям, крейсер пішов на Таїті, куди прибув 12 липня. Зайшовши на Самоа, «Емден» зустрівся з броненосним крейсером «Шарнхорст», на якому перебував тодішній командир крейсерської ескадри контр-адмірал Еріх Гюлер. Лише 17 серпня 1910 року «Емден» прибув до порту призначення в Ціндао. За елегантний силует корабель отримав прізвисько «Лебідь Сходу».
23 листопада 1911 року корветтен-капітан Ресторфф змінив Фоллертуна як командир крейсера, в кінці травня 1913 року його замінив на цьому посту фрегаттен-капітан Карл фон Мюллер.

## Спадок
В 1933 році вцілілим члена екіпажу дозволили додати до свого прізвища почесну приставку «Емден».